# Чинови и ознаке Војске Југославије
Чинови и ознаке Војске Југославије су биле војне ознаке Војске Југославије а касније и Војске Србије и Црне Горе. Војска Југославије користила је исте чинове као и Југословенска народна армија са извесним изменама. По окончању заједничке државе Србије и Црне Горе новонастале армије су створиле нове системе чинова и ознака.

## Чинови Копнене војске

### Генерали
|                                                                                      |  |  |  |
| 1Генерал Армије: чин додељиван у случају рата и министрима одбране из редова армије. |  |  |  |

### Официри
| Пуковник | Потпуковник | Мајор | Капетан I класе | Капетан | Поручник | Потпоручник |
| -------- | ----------- | ----- | --------------- | ------- | -------- | ----------- |
|          |             |       |                 |         |          |             |

### Подофицири
| Заставник I класе | Заставник | Старији водник I класе | Старији водник | Водник I класе | Водник |
| ----------------- | --------- | ---------------------- | -------------- | -------------- | ------ |
|                   |           |                        |                |                |        |

### Војници
| Млађи водник | Десетар | Разводник | Војник |
| ------------ | ------- | --------- | ------ |
|              |         |           |        |

## Чинови Ратног ваздухопловства

### Генерали
|                                                                                         |  |  |  |
| 1Генерал Армије: чин додељиван у случају рата и министрима одбране из редова авијације. |  |  |  |

### Официри
| Пуковник | Потпуковник | Мајор | Капетан I класе | Капетан | Поручник | Потпоручник |
| -------- | ----------- | ----- | --------------- | ------- | -------- | ----------- |
|          |             |       |                 |         |          |             |

### Подофицири
| Заставник I класе | Заставник | Старији водник I класе | Старији водник | Водник I класе | Водник |
| ----------------- | --------- | ---------------------- | -------------- | -------------- | ------ |
|                   |           |                        |                |                |        |

### Војници
| Млађи водник | Десетар | Разводник | Војник |
| ------------ | ------- | --------- | ------ |
|              |         |           |        |

## Чинови уРатној морнарици

### Адмирали
|                                                                                        |  |  |  |
| 1Адмирал флоте: чин додељиван у случају рата и министрима одбране из редова морнарице. |  |  |  |

### Официри
| Капетан бојног брода | Капетан фрегате | Капетан корвете | Поручник бојног брода | Поручник фрегате | Поручник корвете | Потпоручник |
| -------------------- | --------------- | --------------- | --------------------- | ---------------- | ---------------- | ----------- |
|                      |                 |                 |                       |                  |                  |             |

### Подофицири
| Заставник I класе | Заставник | Старији водник I класе | Старији водник | Водник I класе | Водник |
| ----------------- | --------- | ---------------------- | -------------- | -------------- | ------ |
|                   |           |                        |                |                |        |

### Морнари
| Млађи водник | Десетар | Разводник | Морнар |
| ------------ | ------- | --------- | ------ |
|              |         |           |        |

## Ознаке за шапку
| Категорија        | Копнена војска | РВ и ПВО | Ратна морнарица | Специјалне јединице |
| ----------------- | -------------- | -------- | --------------- | ------------------- |
| Генерали Адмирали |                |          |                 |                     |
|                   |                |          |                 |                     |
| Официри           |                |          |                 |                     |
|                   |                |          |                 |                     |
| Подофицири        |                |          |                 |                     |
|                   |                |          |                 |                     |
| Војници Морнари   |                |          |                 |                     |
|                   |                |          |                 |                     |